# كارلوس يوجينيو ريستريبو
كارلوس يوجينيو ريستريبو ريستريبو (بالإسبانية: Carlos Eugenio Restrepo Restrepo) (12 سبتمبر 1867 - 6 يوليو 1937)، وهو محام كولومبي، وكاتب، ورجل دولة، تم انتخابه رئيسا لكولومبيا في عام 1910. خلال إدارته عمل على تحقيق المصالحة السياسية بين المحافظين والليبراليين. وعين أعضاء الحزب الليبرالي في حكومته، مما أثار استياء البعض من حزبه في موقف محايد بشأن جميع القضايا. بعد ذلك شغل منصب وزير للحكومة وسفير في دولة الفاتيكان.